# Ambulyx trilineata
Ambulyx trilineata är en fjärilsart som beskrevs av Rothschild 1894. Ambulyx trilineata ingår i släktet Ambulyx och familjen svärmare. Inga underarter finns listade i Catalogue of Life.